# هیلتاپ (مینه‌سوتا)
هیلتاپ، مینه‌سوتا (به انگلیسی: Hilltop, Minnesota) یک شهر در ایالات متحده آمریکا است که در شهرستان آنوکا، مینه‌سوتا واقع شده‌است.

## خصوصیات
هیلتاپ ۰٫۳۱ کیلومترمربع مساحت و ۷۴۴ نفر جمعیت دارد و ۲۸۹ متر بالاتر از سطح دریا واقع شده‌است.